# Luchthaven Port Bouet
Luchthaven Port Bouet, voluit Aéroport international Félix-Houphouët-Boigny (ICAO: ABJ, ICAO: DIAP) is een luchthaven in Abidjan, de grootste en belangrijkste stad van Ivoorkust.
De luchthaven bediende 815.403 passagiers in 2004.

## Informatie
De luchthaven heeft een 3000 meter lange startbaan, Instrument Landing System uitrusting, 25 incheckbalies en negen vliegtuigslurfen. AERIA, Abidjan Airport Management Company, is eigenaar en operationeel beheerder van de luchthaven en terminal. Er is een militaire sloof op de luchthaven. Privévliegtuigen staan meestal in het commerciële gebied, ver weg van de terminal. Bescherming en licht zijn redelijk voor deze faciliteit.
Een speciale politie-eenheid regelt de veiligheid op de luchthaven.

## Ongelukken en crashes
- 23 november 1996: Kaping van Ethiopian Airlines-vlucht 961, van Mumbai via Addis Abeba naar Abidjan, crashte na veel landingen in de Indische Oceaan.
- 30 januari 2000: Kenya Airways-vlucht 431, die eigenlijk de route Nairobi, Lagos, Abidjan moest volgen, week eerder uit naar Abidjan. Het vliegtuig stortte kort na vertrek uit Abidjan, onderweg naar Lagos, in zee.
- 5 mei 2007: Kenya Airways-vlucht 507, afkomstig uit Abidjan om via Douala naar Nairobi te gaan, stortte kort na vertrek uit Douala neer.

## Luchtvaartmaatschappijen en bestemmingen
- Afriqiyah Airways - Tripoli
- Air Burkina - Bobo Dioulasso, Douala, N'Djamena, Niamey, Ouagadougou
- Air France - Parijs-Charles de Gaulle
- Air Ivoire - Accra, Bamako, Brazzaville, Conakry, Cotonou, Dakar, Douala, Lagos, Libreville, Lomé, Marseille, Ouagadougou, Parijs-Charles de Gaulle, Yaoundé
- Air Mali - Bamako, Kinshasa, Luanda, Pointe-Noire
- Air Nigeria - Cotonou, Lagos
- Benin Golf Air - Cotonou
- Brussels Airlines - Brussel
- Emirates - Accra, Dubai
- Ethiopian Airlines - Accra, Addis Abeba, Lagos
- Ethiopian (uitgevoerd door ASKY Airlines) - Banjul, Dakar, Lomé
- Iberia - Madrid
- Kenya Airways - Dakar, Nairobi
- Middle East Airlines - Beiroet
- Royal Air Maroc - Casablanca
- Tunisair - Tunis
- Gabon Airlines - Libreville